# 알프레드 (소프트웨어)
알프레드(Alfred)는 macOS에서 구동하는 상용 애플리케이션 런처이다. 알프레드는 기본적으로 무료이나, 몇몇 기능들을 사용하려면 돈을 주고 유료 업그레이드('파워팩')을 구매해야 한다. 유료 업그레이드를 구매할 시, 여러 사람들이 만들어 놓은 워크플로(확장기능)을 추가할 수 있으며, 수많은 워크플로들이 웹에 올라와 있다.
알프레드에 키보드 단축키를 사용자가 설정해 놓고, 사용자가 쉽고 빠르게 맥의 파일을 찾거나, 애플리케이션 실행 및 위키백과, IMDB, 구글 등의 웹 검색을 할 수 있으며, 또한 사용자가 웹 검색 엔진을 추가할 수 있다. 파워팩을 구매할시 아이튠즈 제어와, 주소록 확인, 클립보드와, 확장 텍스트 관리 기능등이 추가된다.